# کرناوه شیرین
کرناوه شیرین، روستایی در دهستان هزارمسجد بخش مرکزی شهرستان کلات استان خراسان رضوی ایران است.

## جمعیت
بر پایه سرشماری عمومی نفوس و مسکن در سال ۱۳۹۵ جمعیت این روستا ۳۸۱ نفر (در ۱۱۰ خانوار) بوده‌است.